# Altrathen (hrad)
Hrad Altrathen je skalní hrad na skále nad městečkem Rathen v Saském Švýcarsku v Sasku (Německo). V současnosti je v prostorách hradu vybudován penzion.

## Dějiny
Na rozdíl od sousedního skalního hradu Neurathen je o historii tohoto hradu známo jen málo. Pravděpodobně byl postaven v 11. století. První písemná zmínka o hradu pochází z roku 1289. Roku 1469 byl Altrathen společně s hradem Neurathen pobořen.
Roku 1888 koupil průmyslník Eduard Seifert zbytky hradu a roku 1893 jej v novogotickém slohu znovu vystavěl. Z původního středověkého hradu zůstaly zachovány pouze sklepy a části točitého schodiště.
Po roce 1945 budova sloužila jako rekreační středisko zaměstnanců pivovaru a sladovny v Drážďanech a později Státní banky NDR. V roce 1995 byla budova zprivatizována a od té doby je využívána jako malý hotel a restaurace.